# Jóhannes Sveinsson Kjarval
Jóhannes Sveinsson Kjarval (15. října 1885 Meðalland – 13. dubna 1972 Reykjavík) byl islandský malíř. Je vyobrazen na islandské bankovce v hodnotě 2000 korun.
Narodil se v chudobě a ve čtyřech letech byl adoptován strýcem z matčiny strany. Jako mladý pracoval jako rybář. Svůj volný čas trávil kreslením a malováním, základní dovednosti se naučil od umělce Ásgrímura Jónssona. Ve věku 27 let s finanční podporou rybářů a Islandské konfederace práce složil přijímací zkoušku na Královskou dánskou akademii výtvarných umění, kterou vystudoval. Během svého působení v Kodani se seznámil s různými styly včetně impresionismu, expresionismu a kubismu. Později podnikl také cesty do Anglie, Francie a Itálie. Na Island se vrátil v roce 1922. Jméno Kjarval přijal ve dvaceti letech, jeho rodné jméno znělo Jóhannes Sveinsson.
Byl plodným malířem, zanechal tisíce kreseb a maleb. Obrazy se velmi liší stylem a často různé styly mísí. Některá jeho díla obsahují absurdní prvky, například elfy rozmístěné do krajiny. Mnoho z jeho děl je zobrazením islandské krajiny a lávových útvarů, ale mnohé z jeho krajinomaleb jsou částečně „kubistické“ a abstraktní, se zaměřením na nejbližší okolí spíše než na hory v pozadí. Později se často uchyloval k vyloženě abstraktní malbě. V roce 1958 mu švédský král udělil medaili prince Eugena. 
Je po něm pojmenována jedna ze tří budov Reykjavického uměleckého muzea (Kjarvalsstaðir).